# Libor Rouček
Libor Rouček (* 4. září 1954 Kladno) je český politik, v letech 2002 až 2004 poslanec Poslanecké sněmovny PČR, v letech 2004 až 2014 také poslanec Evropského parlamentu, bývalý člen SOCDEM.

## Biografie
V roce 1977 emigroval do Rakouska, kde v letech 1978 až 1984 studoval politologii a sociologii na Vídeňské univerzitě. Od roku 1980 působil jako dokumentátor v ústředí Sociálně demokratické strany Rakouska. V roce 1987 byl stipendistou na Smithsonian Institution ve Washingtonu. V letech 1988 až 1991 byl redaktorem Hlasu Ameriky, později jejím spolupracovníkem. V letech 1991 až 1992 byl zaměstnancem Královského institutu mezinárodních záležitostí v Londýně.
V době vlády Miloše Zemana v letech 1998–2002 působil jako její mluvčí, předtím v roce 1998 byl mluvčím České strany sociálně demokratické (od roku 2023 Sociální demokracie). V letech 2003–2009 předsedal Zahraniční komisi ČSSD a v letech 2002–2006 byl místopředsedou středočeské ČSSD. Ve volbách do Poslanecké sněmovny v roce 2002 byl zvolen do Poslanecké sněmovny za ČSSD (volební obvod Středočeský kraj). Byl místopředsedou sněmovního výboru pro evropskou integraci a místopředsedou zahraničního výboru. Ve sněmovně setrval do července 2004, kdy rezignoval na mandát.

### Kandidatury do Evropského parlamentu
Ve volbách do Evropského parlamentu v roce 2004 byl zvolen za Českou republiku do Evropského parlamentu. Zde byl členem frakce Skupina socialistů v Evropském parlamentu. Působil jako 1. místopředseda zahraničního výboru EP. Mandát obhájil ve volbách do Evropského parlamentu v roce 2009. V červenci 2009 byl zvolen jedním z místopředsedů Evropského parlamentu a členem Výboru pro zahraniční věci. Ve volbách do Evropského parlamentu v roce 2014 kandidoval za ČSSD na 9. místě její kandidátky, což ze začátku kritizoval. Ve volbách neuspěl, stal se pouze v pořadí pátým náhradníkem (ačkoliv na kandidátce ČSSD získal třetí nejvyšší počet preferenčních hlasů).

### Hodnocení europoslance
Z vydané zprávy think tanku Evropské hodnoty, která se vztahovala na období před volbami do Evropského parlamentu v roce 2014, vyplývá:
1. Docházka – obsadil 2. místo z celkových 22 českých europoslanců,
2. Účast na jmenovitých hlasování českých europoslanců – obsadil 8. místo z celkových 22 českých europoslanců,
3. Zprávy předložené zpravodajem českými europoslanci – obsadil 16.–22. místo z celkových 22 českých europoslanců,
4. Stanoviska předložená českými europoslanci – obsadil 11.–15. místo z celkových 22 českých europoslanců,
5. Pozměňovací návrhy českých europoslanců – obsadil 16. místo z celkových 22 českých europoslanců,
6. Parlamentní otázky českých europoslanců – obsadil 11. místo z celkových 22 českých europoslanců,
7. Písemná prohlášení českých europoslanců – obsadil 6.–22. místo z celkových 22 českých europoslanců,
8. Návrhy usnesení českých europoslanců – obsadil 2. místo z celkových 22 českých europoslanců,
9. Vystoupení na plenárním zasedání českých europoslanců – obsadil 1. místo z celkových 22 českých europoslanců.

### Další politické působení
Ve volbách do Evropského parlamentu v červnu 2024 kandidoval za SOCDEM na 28. místě její kandidátky. Strana však získala pouze 1,86 % hlasů, a zvolen tak nebyl.
V dubnu 2025 oznámil, že vystupuje ze SOCDEM, jelikož podle něj předsedkyně strany Jana Maláčová a místopředseda strany Lubomír Zaorálek tajně jednají o své kandidatuře za hnutí ANO, a to bez vědomí členů strany.

## Dílo
ROUČEK, Libor: Můj a náš příběh. Academia, Praha 2019. ISBN 978-80-200-3028-3